# Pitomine
Pitomine är en ort i Montenegro. Den ligger i den norra delen av landet, 80 km norr om huvudstaden Podgorica. Pitomine ligger 1 519 meter över havet och antalet invånare är 200.
Terrängen runt Pitomine är varierad. Runt Pitomine är det ganska glesbefolkat, med 48 invånare per kvadratkilometer. Närmaste större samhälle är Žabljak, 1,5 km sydost om Pitomine. Omgivningarna runt Pitomine är en mosaik av jordbruksmark och naturlig växtlighet.